# Laniatores
Sous-ordre
Les Laniatores sont un sous-ordre d'opilions. Les plus de 4 200 espèces connues sont classées dans 42 familles.

## Liste des familles
Selon World Catalogue of Opiliones (30 mai 2021) :
- Insidiatores Loman, 1901
  - Travunioidea Absolon & Kratochvíl, 1932
    - Cladonychiidae Hadži, 1935
    - Cryptomastridae Derkarabetian & Hedin, 2018
    - Paranonychidae Briggs, 1971
    - Travuniidae Absolon & Kratochvíl, 1932

  - Triaenonychoidea Sørensen, 1886
    - Buemarinoidae Karaman, 2019
    - Lomanellidae Mendes & Derkarabetian, 2021
    - Synthetonychiidae Forster, 1954
    - Triaenonychidae Sørensen, 1886
- Grassatores  Kury, 2002
  - Assamioidea Sørensen, 1884
    - Assamiidae Sørensen, 1884
    - Pyramidopidae Sharma, Prieto & Giribet, 2011
    - Trionyxellidae Roewer, 1912

  - Epedanoidea Sørensen, 1886
    - Beloniscidae Kury, Pérez-González & Proud, 2019
    - Epedanidae Sørensen, 1886
    - Petrobunidae Sharma & Giribet, 2011
    - PodoctidaeRoewer, 1912
    - Tithaeidae Sharma & Giribet, 2011

  - Gonyleptoidea Sundevall, 1833
    - Agoristenidae Šilhavý, 1973
    - Askawachidae Kury & Carvalho, 2020
    - Cosmetidae Koch, 1839
    - Cranaidae Roewer, 1913
    - Cryptogeobiidae Kury, 2014
    - Gerdesiidae Bragagnolo, Hara & Pinto-da-Rocha, 2015
    - Gonyleptidae Sundevall, 1833
    - Manaosbiidae Roewer, 1943
    - Metasarcidae Kury, 1994
    - Nomoclastidae Roewer, 1943
    - Otilioleptidae Acosta, 2019
    - Prostygnidae Roewer, 1913
    - Stygnidae Simon, 1879
    - Stygnopsidae Sørensen, 1932

  - Phalangodoidea Simon, 1879
    - Phalangodidae Simon, 1879

  - Samooidea Sørensen, 1886
    - Biantidae Thorell, 1889
    - Samoidae Sørensen, 1886
    - Stygnommatidae Roewer, 1923

  - Sandokanoidea Özdikmen & Kury, 2007
    - Sandokanidae Özdikmen & Kury, 2007

  - Zalmoxoidea Sørensen, 1886
    - Escadabiidae Kury & Pérez-González, 2003
    - Fissiphalliidae Martens, 1988
    - Guasiniidae González-Sponga, 1997
    - Icaleptidae Kury & Pérez-González, 2002
    - Kimulidae Pérez-González, Kury & Alonso-Zarazaga, 2007
    - Zalmoxidae Sørensen, 1886

  - superfamille indéterminée
    - Suthepiidae Martens, 2020

## Publication originale
- (it) Thorel, 1876 : « Sopra alcuni Opilioni (Phalangidea) d'Europa e dell'Asia occidentale, con un quadro dei generi europei di quest'ordine », Annali del Museo Civico di Storia Naturale Giacomo Doria, vol. 8, p. 452-508 (lire en ligne).